# Dia do Fico

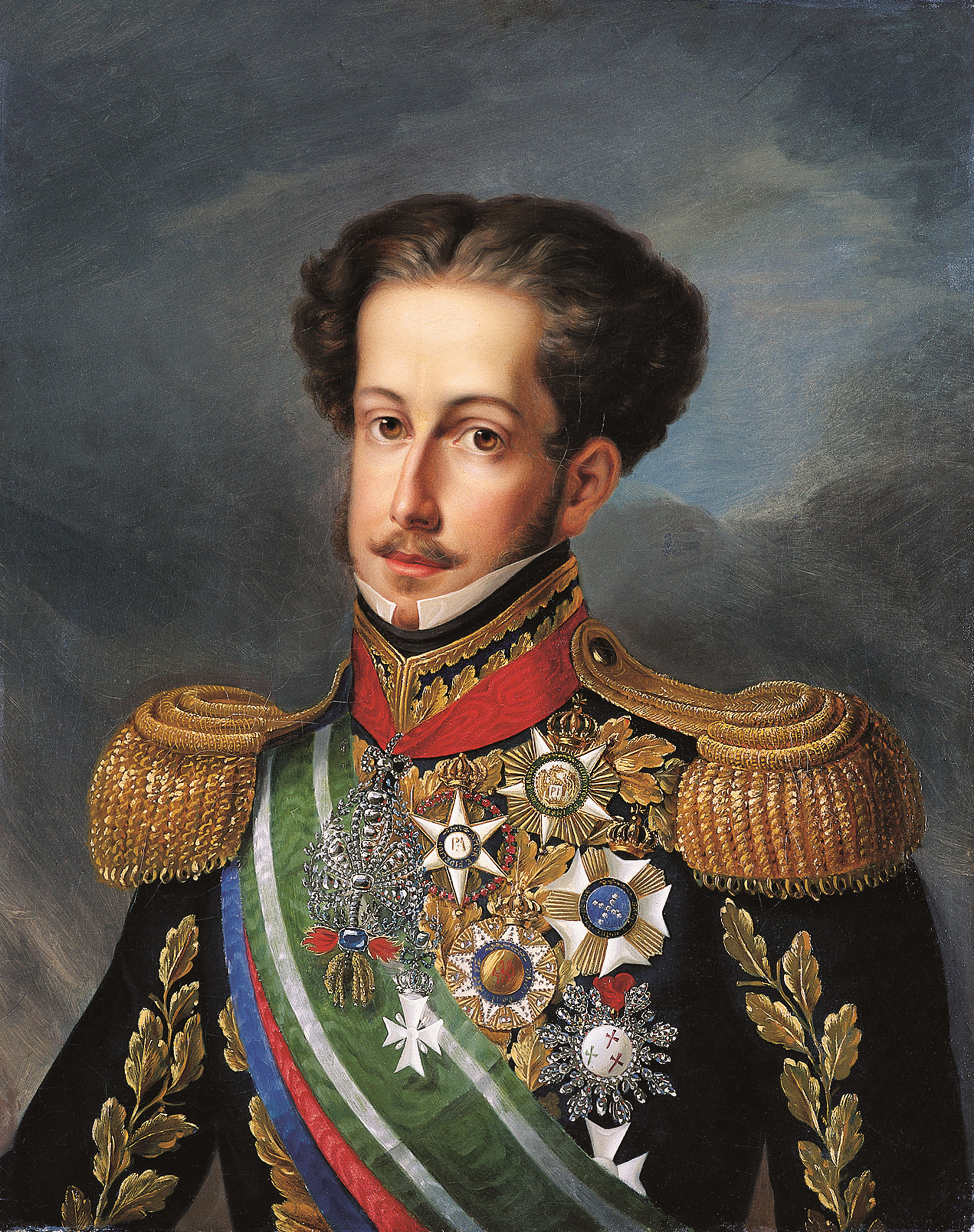
Il principe reggente Pietro I.

Con l'espressione Dia do Fico (proveniente dal portoghese eu fico, "io resto") ci si riferisce, nella storia del Brasile, al 9 gennaio 1822. In questo giorno, l'allora principe reggente Pietro I dichiarò che non avrebbe obbedito agli ordini del Parlamento portoghese, che esigevano il suo ritorno a Lisbona, rimanendo in Brasile.

## Antefatto

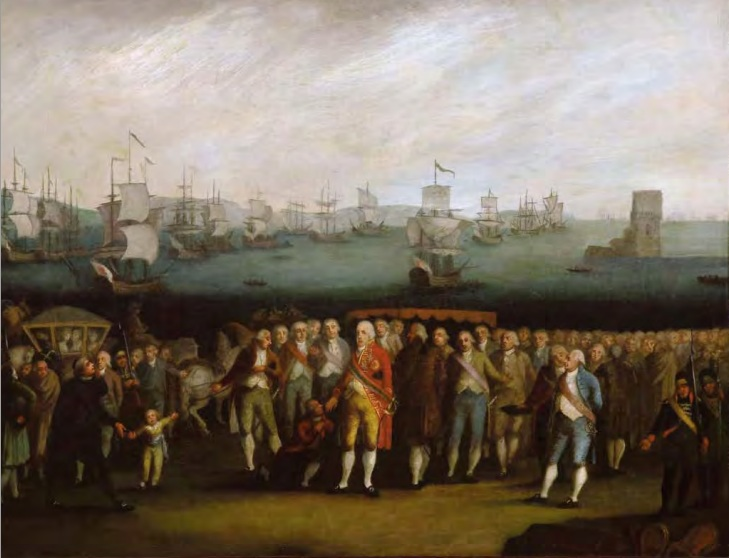
L'imbarco della Famiglia Reale portoghese, opera di anonimo

Con il trasferimento della corte portoghese in Brasile di fronte a una possibile invasione francese, nel 1808 il Brasile cessò di essere una semplice colonia portoghese e divenne il centro dell'impero, soprattutto dopo che fu associato nel Regno Unito di Portogallo, Brasile e Algarve (1815).
Nel 1821 esplose la Rivoluzione di Porto; le élite politiche liberali del Portogallo istituirono un parlamento per redigere una costituzione e il re Giovanni VI tornò in Portogallo, lasciando in Brasile con il titolo di principe reggente suo figlio, Pietro di Alcântara. In quell'anno le discussioni parlamentari si stavano incamminando verso la retrocessione del Brasile alla condizione di colonia, ma i liberali radicali si unirono al Partido Brasileiro e riuscirono a sventare la minaccia.

## Richieste del parlamento
Il parlamento diede degli ordini al principe reggente Pietro di Alcântara, richiedendo fra il resto che il principe facesse immediato ritorno in Portogallo e che nominasse una giunta governativa per il Brasile.

I liberali radicali, in risposta, organizzarono una petizione a favore della permanenza del principe e raccolsero 8 000 firme. Così Pietro, disobbedendo agli ordini del parlamento portoghese, dichiarò pubblicamente: 

## Conseguenze
In seguito a questo episodio, Pietro I entrò apertamente in conflitto con gli interessi portoghesi e decise di rompere il vincolo che esisteva tra il Portogallo e il Brasile.
Quest'episodio culminò, mesi dopo, con la dichiarazione di indipendenza del Brasile, proclamata il 7 settembre del 1821.